# Sidonaster vaneyi
Sidonaster vaneyi is een kamster uit de familie Porcellanasteridae.
De wetenschappelijke naam van de soort werd in 1909 gepubliceerd door René Koehler.